# 豊田久吉
豊田 久吉（とよだ ひさきち、1912年（明治45年）1月2日 - 1976年（昭和51年）10月7日）は、日本の水泳選手。1932年ロサンゼルスオリンピックの800メートルリレー金メダリスト。1930年代後半には豊田 満の芸名で短期間映画俳優としても活動。姓はその後峰島となっている。

## 生涯
山口県屋代島（周防大島）出身。安下庄中学（のちの山口県立安下庄高等学校、現在は山口県立周防大島高等学校）卒業、日本大学出身。
1932年ロサンゼルスオリンピックの800メートルリレーで、宮崎康二、遊佐正憲、横山隆志と共に金メダルを獲得した。日本大学出身者初（遊佐正憲とともに）・山口県出身者初の金メダリストとなる。
その後「豊田満」の芸名で、佐野周二・上原謙とともに1936年「大船撮影所1期生」として松竹に入社。『君よ高らかに歌へ』（1936年、清水宏監督）で俳優デビューした。翌年にかけて『青春満艦飾』『恋愛無敵艦隊』『金色夜叉』（いずれも清水宏監督作品）に出演した。
戦後は水泳の普及に努めた。1959年頃、湘南学園中学校・高等学校に体育教師・体育部部長として赴任、水泳の指導を熱心に行った。金メダリストの赴任を受け、湘南学園の国井博隆理事長が学園に当時最先端の浄化装置付きプールを寄贈した（1959年竣工）。これは藤沢市で3番目のプール（小中学校では初）であったという。
1976年、水泳の指導中に体調を崩しそのまま急死した。享年64歳。

## 親族
孫の渡辺健司も水泳選手で、1984年ロサンゼルスオリンピック、1988年ソウルオリンピック、1992年バルセロナオリンピックに出場。